# Gornja Bukovica (Valjevo)
Gornja Bukovica (Valjevo) (em cirílico: Горња Буковица) é uma vila da Sérvia localizada no município de Valjevo, pertencente ao distrito de Kolubara. A sua população era de 893 habitantes segundo o censo de 2011.

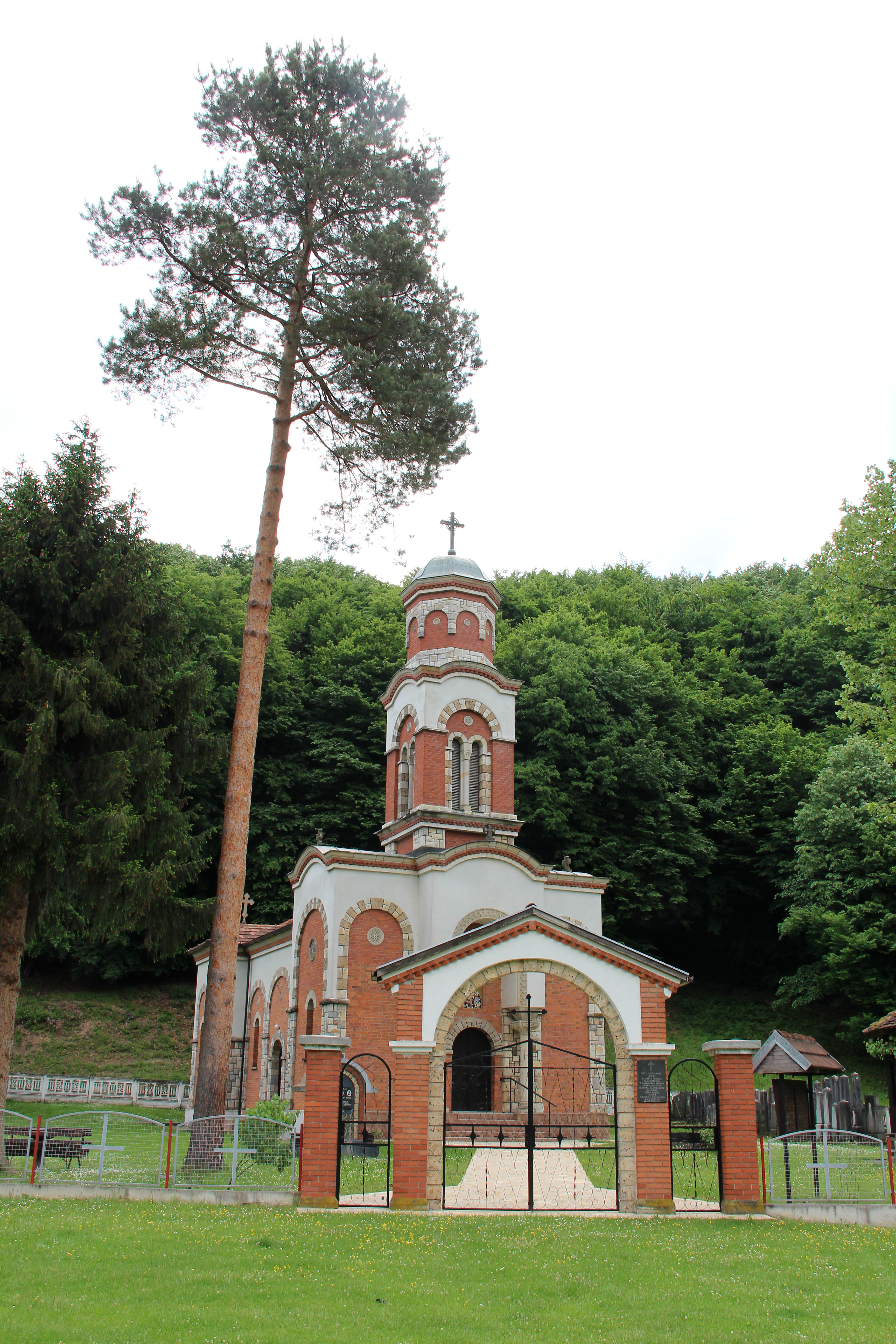
Gornja Bukovica - eglese
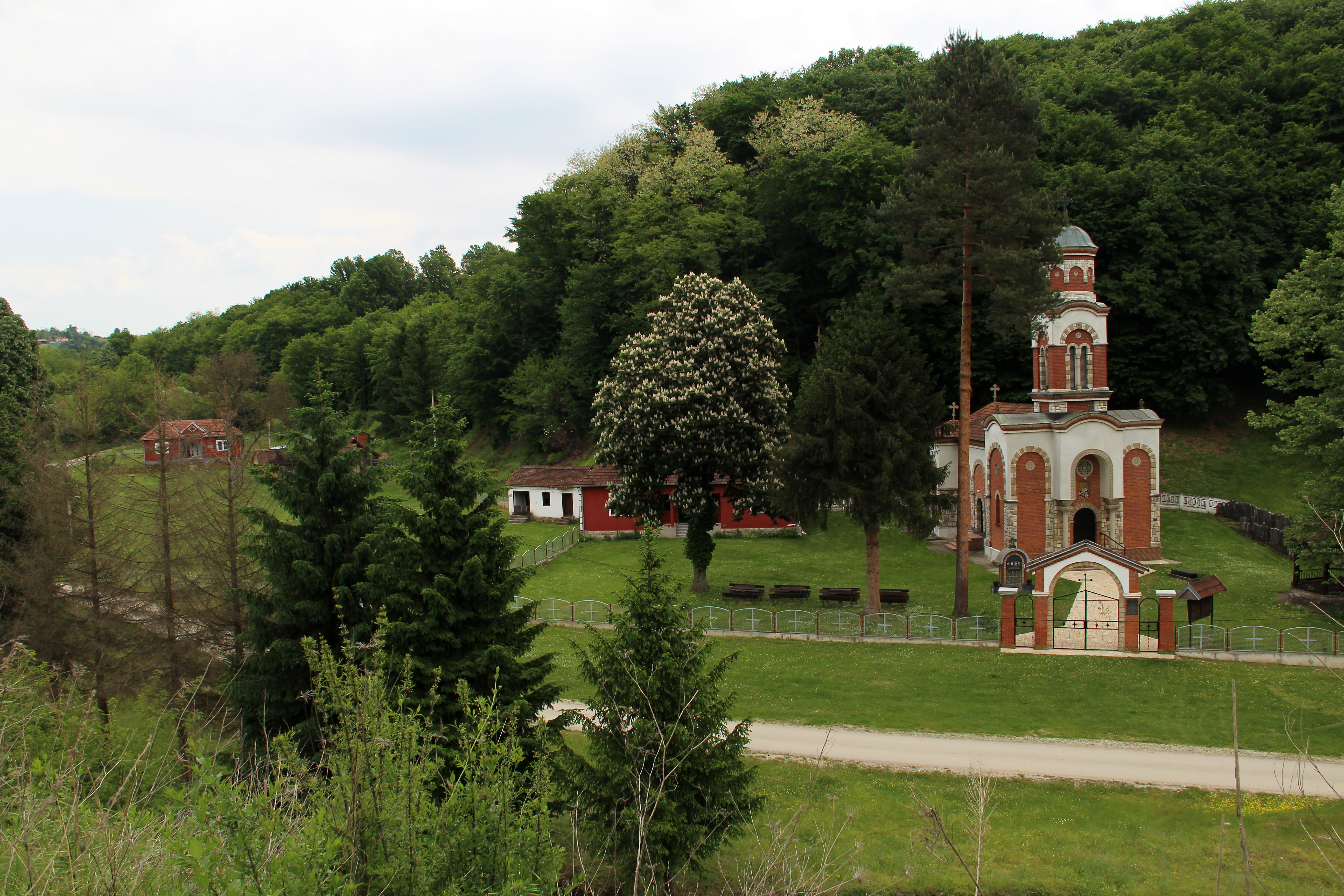
Gornja Bukovica - eglese
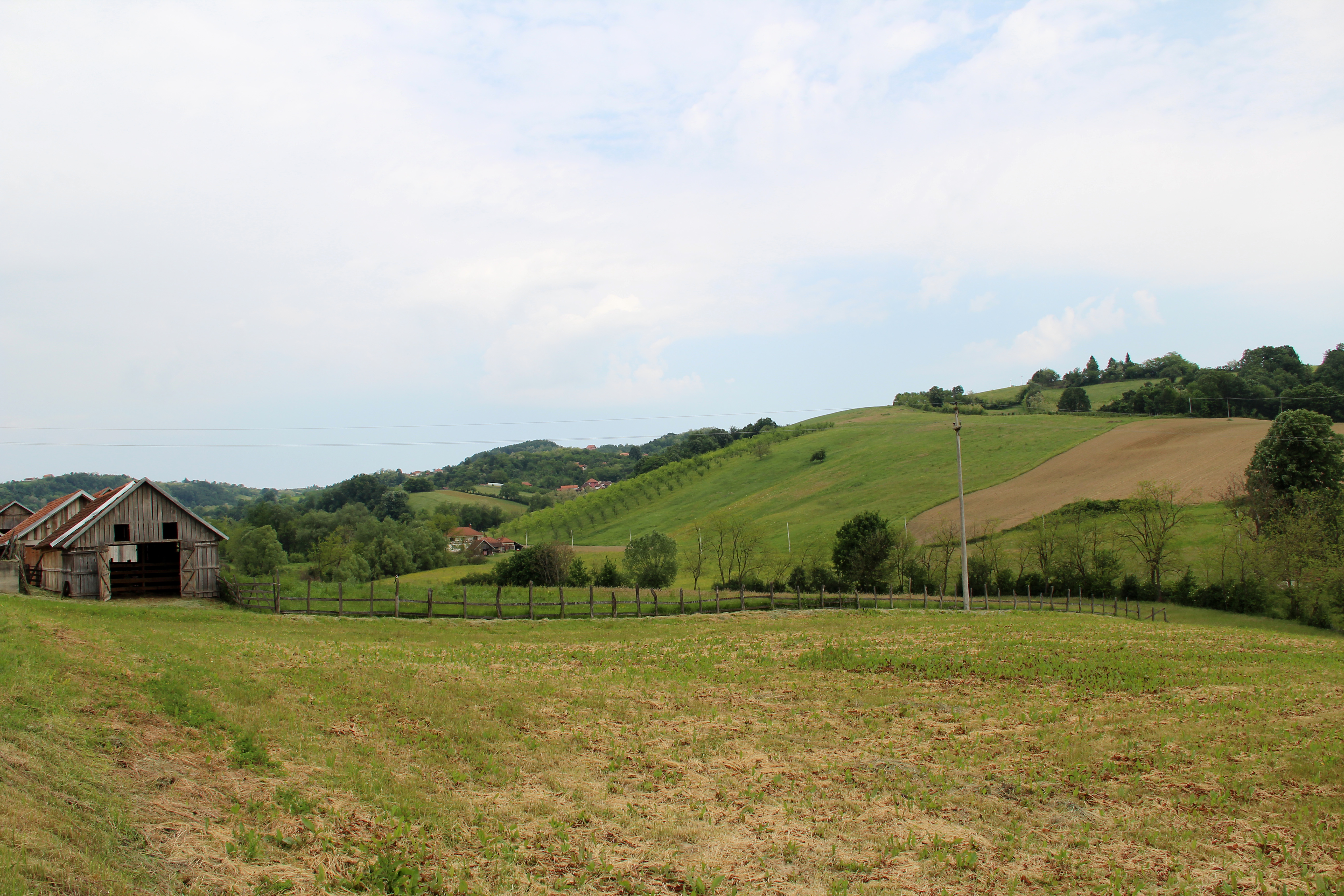
Gornja Bukovica - panorama
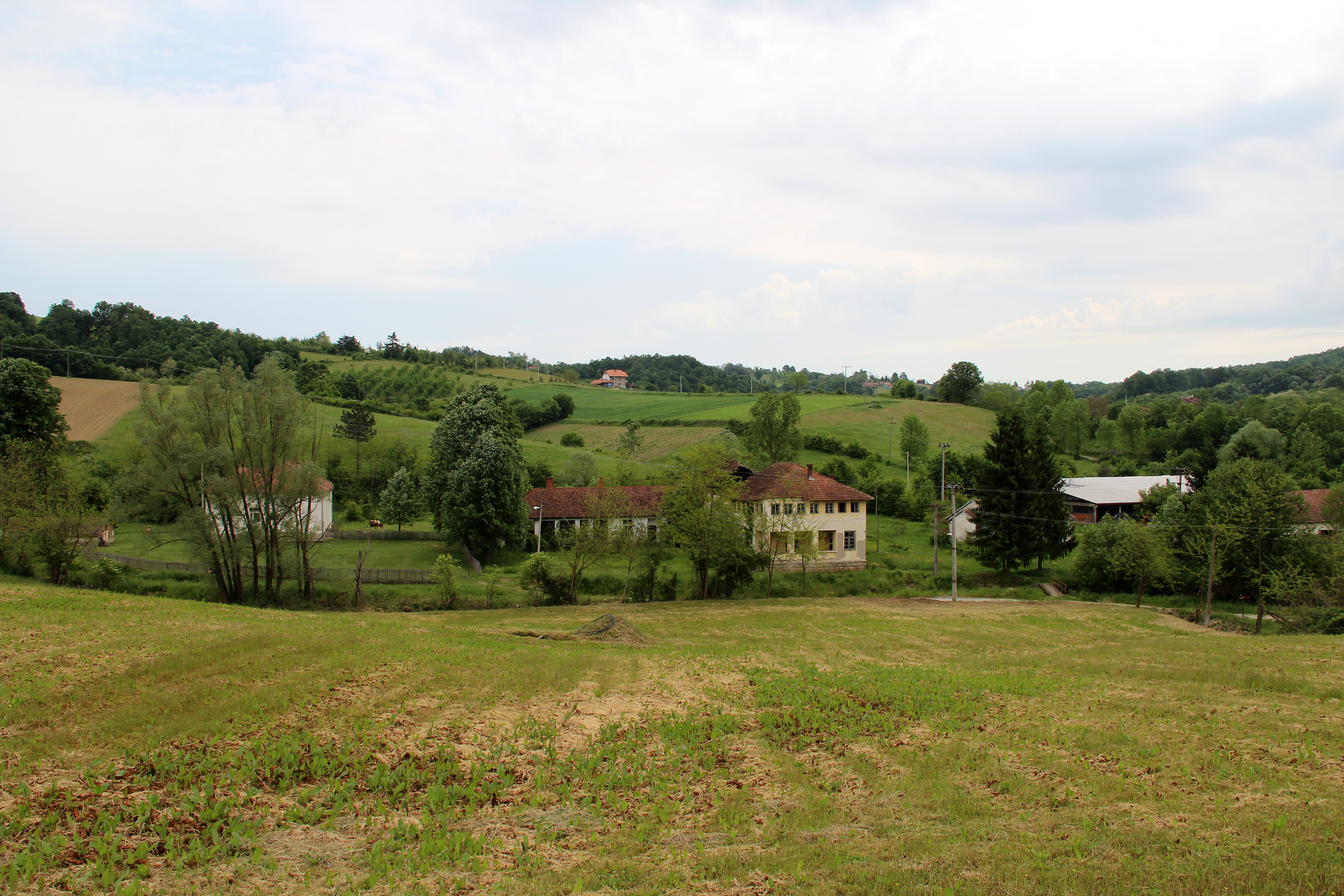
Gornja Bukovica - panorama
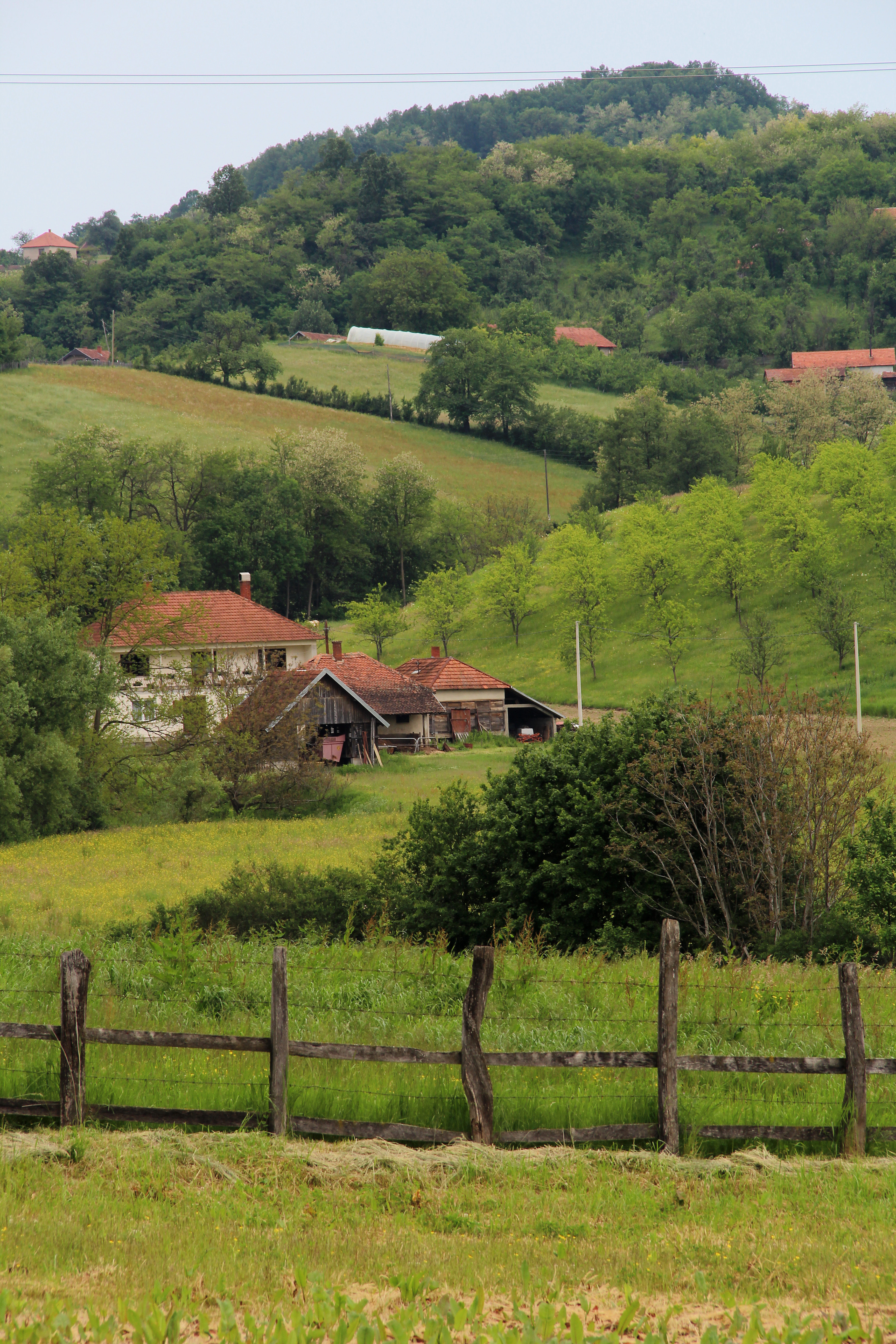
Gornja Bukovica - panorama
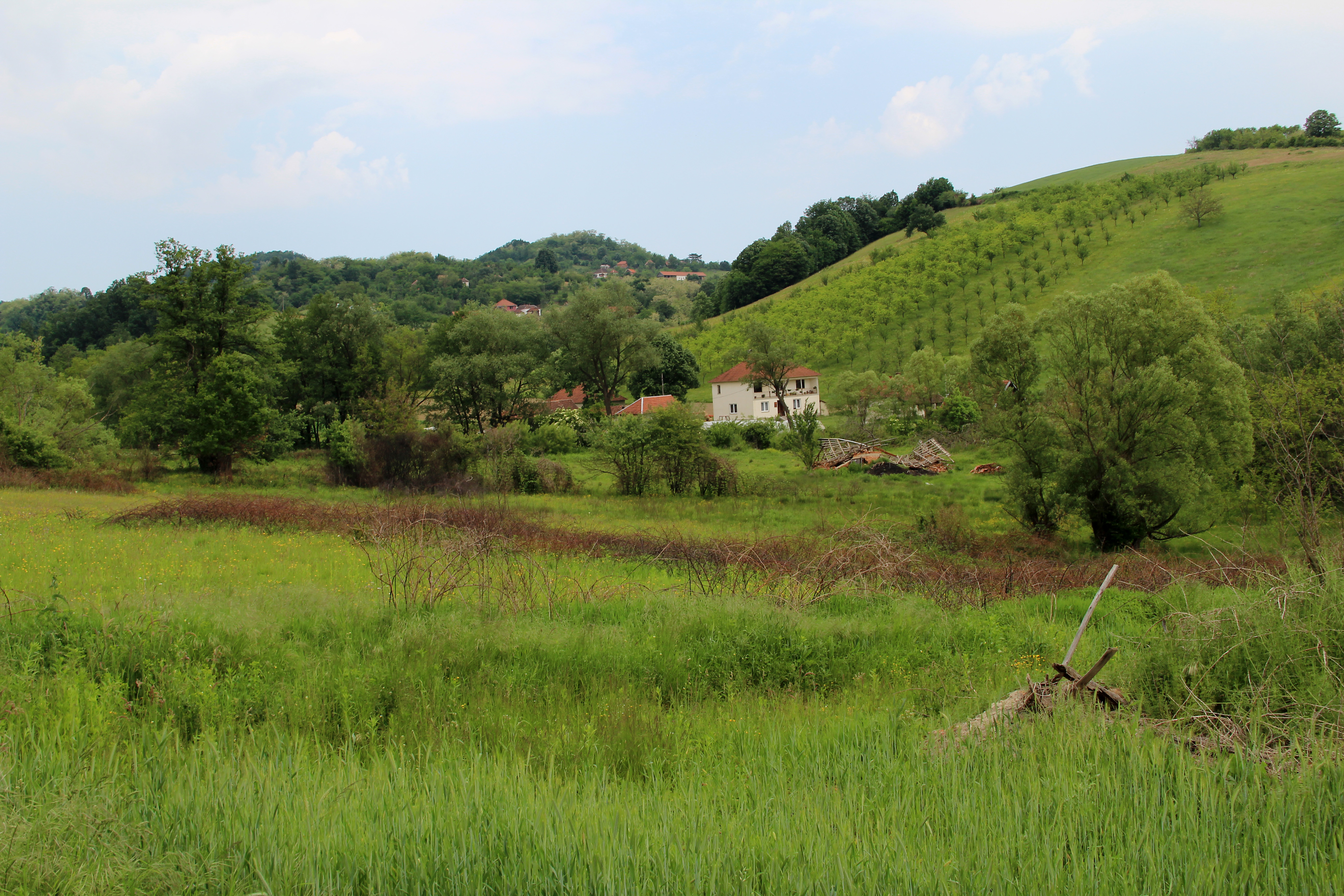
Gornja Bukovica - panorama
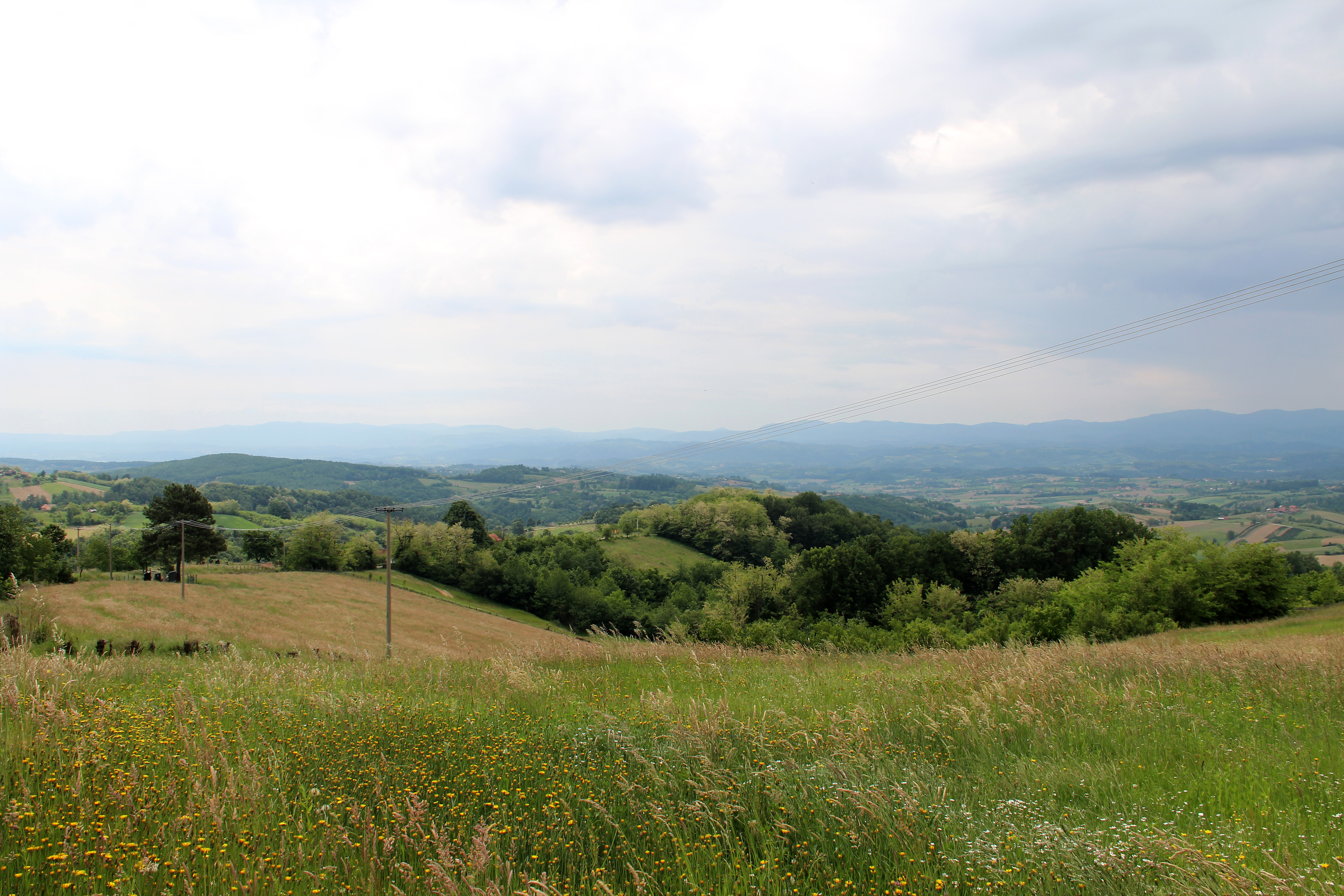
Gornja Bukovica - panorama

## Demografia
| 1948  | 1953  | 1961  | 1971  | 1981  | 1991  | 2002  | 2011 |
| ----- | ----- | ----- | ----- | ----- | ----- | ----- | ---- |
| 2 088 | 2 036 | 1 943 | 1 778 | 1 541 | 1 319 | 1 117 | 893  |